# Mohammad Hejazi
Mohammad Hossein-Zadeh Hejazi (Isfahán, 20 de enero de 1956-Teherán, 18 de abril de 2021) fue un comandante militar en el Cuerpo de la Guardia Revolucionaria Islámica de Irán.

## Biografía
Hejazi nació en Isfahán en 1956. Asistió a la Universidad de Teherán. Hejazi se convirtió en miembro del Cuerpo de la Guardia Revolucionaria Islámica en mayo de 1979. Se desempeñó como asesor de inteligencia y seguridad del líder supremo Ali Khamenei.Fue un ex comandante de Basij, la rama paramilitar iraní auxiliar del Cuerpo de la Guardia Revolucionaria Islámica. El 20 de enero de 2020, se convirtió en el Subcomandante de la Fuerza Quds, por decreto del Líder Supremo, Ali Khamenei.
El Comité Judío Estadounidense alega que Hejazi, mientras se desempeñaba como asesor de Khamanei, asistió a una reunión en agosto de 1993 para planificar el atentado de la AMIA en Argentina junto con Khamanei, Rafsanjani, entonces presidente, Ali Fallahian, entonces ministro de inteligencia, y Ali. Akbar Velayati, entonces ministro de Relaciones Exteriores .El sujeto era el subcomandante del Cuerpo de la Guardia Revolucionaria Islámica en 2008 y el comandante de la base militar de Tharallah en Teherán, cuyas unidades eran fundamentales para los esfuerzos del gobierno para combatir las protestas de las elecciones presidenciales iraníes de 2009.
El 29 de agosto de 2019, el ejército israelí lanzó una campaña en Twitter en la que afirmaba 'exponer' a Hejazi, junto con el coronel del IRGC Majid Nuab y el general de brigada Ali Asrar Nuruzi, y su papel en un "proyecto secreto con Hezbollah para fabricar misiles guiados de precisión para atacar a Israel". ", y diciendo que" ya no era tan secreto ". Esta "exposición" de Hejazi fue ridiculizada [¿por quién?] Ya que tanto Irán como Hezbollah han declarado públicamente que Irán ha suministrado misiles guiados de precisión a Hezbollah, y el secretario general de Hezbollah, Hassan Nasrallah, se enorgullece directamente del hecho en un discurso televisado a Benjamin. Netanyahu durante más de un año. Similarly, the European Union also sanctioned him in October 2011 for playing a “central role in the post-election crackdown.”
En 2010, el Departamento de Estado de los Estados Unidos incluyó a Hejazi en su lista de sanciones. Asimismo, la Unión Europea también lo sancionó en octubre de 2011 por desempeñar un “papel central en la represión postelectoral. Hejazi murió el 18 de abril de 2021. Se informó que la causa de su muerte fue anunciada como una afección cardíaca, aunque los medios estatales informan que murió por los efectos químicos.